# Fredrik Aursnes
Fredrik Aursnes, né le 10 décembre 1995 à Hareid en Norvège, est un footballeur international norvégien qui évolue au poste de milieu défensif au Benfica Lisbonne.

## Biographie

### IL Hødd
Fredrik Aursnes commence le football dans le club de sa ville natale, l'Hareid IL, avant de rejoindre en 2012 l'IL Hødd. C'est avec ce club évoluant en deuxième division, qu'il fait ses premiers pas en professionnel le 22 avril 2012, lors d'une victoire de son équipe en championnat contre le FK Bodø/Glimt (2-1).
Avec cette équipe, il dispute un total de 106 matchs en deuxième division, inscrivant 22 buts. Il réalise sa meilleure performance lors de l'année 2014, où il inscrit six buts.
Il remporte la Coupe de Norvège en novembre 2012, en s'imposant en finale face au Tromsø IL, après une séance de tirs au but.

### Molde FK
En décembre 2015, Aursnes s'engage pour quatre ans avec le club du Molde FK. Il découvre avec Molde l'Eliteserien, l'élite du football norvégien.
Avec cette équipe, il dispute les seizièmes de finales de la Ligue Europa en février 2016, face au Séville FC.
Aursnes inscrit huit buts en championnat lors de la saison 2018. Cette année là, il inscrit son premier doublé en Eliteserien, le 12 août, lors de la réception du SK Brann. Molde s'impose alors sur le large score de 5-1.
Le 30 avril 2019, et son coéquipier Eirik Hestad prolongent leur contrat avec Molde jusqu'en 2021. À l'été 2020, il est proche de signer avec le Toulouse FC qui vient de descendre en Ligue 2 mais le transfert finit par échouer en raison de la volonté du joueur d'évoluer dans un meilleur championnat.

### Feyenoord Rotterdam
En août 2021, Fredrik Aursnes s'engage en faveur du Feyenoord Rotterdam pour un contrat courant jusqu'en juin 2024,.
Aursnes marque son premier et unique but pour Feyenoord le 24 octobre 2021, lors d'une rencontre de championnat face au SC Cambuur. Il est titularisé et participe à la victoire de son équipe par trois buts à deux.
Il participe à la Finale de la Ligue Europa Conférence 2021-2022, qui a lieu le 25 mai 2022 contre l'AS Roma. Il est titularisé et son équipe s'incline par un but à zéro,.

### Benfica Lisbonne
Le 24 août 2022, Fredrik Aursnes rejoint le Portugal afin de s'engager en faveur du Benfica Lisbonne. Il signe un contrat courant jusqu'en juin 2027.
Aursnes inscrit son premier but pour Benfica le 21 janvier 2023, à l'occasion d'une rencontre de championnat face au CD Santa Clara. Titulaire, il ouvre le score de la tête sur un service d'Enzo Fernández et participe ainsi à la victoire de son équipe par trois buts à zéro.

### En équipe nationale
Il reçoit sa première sélection avec l'équipe de Norvège espoirs le 9 octobre 2014, contre l'Irlande. Une rencontre remportée par les Norvégiens sur le score de quatre buts à un. Le 13 juin 2015, il inscrit son premier but avec les espoirs, contre la Bosnie-Herzégovine, lors des éliminatoires de l'Euro espoirs 2017 (victoire 2-0).
Performant au Molde FK, Aursnes est convoqué pour la première fois en équipe de Norvège A en mai 2021. Le 6 juin, il entre en jeu à la place de Patrick Berg au cours d'un match amical contre la Grèce (1-2).

## Statistiques
| Saison                | Club                  | Championnat           | Championnat | Championnat | Coupe nationale | Coupe nationale | Coupe de la Ligue | Coupe de la Ligue | Supercoupe | Supercoupe | Compétition(s) continentale(s) | Compétition(s) continentale(s) | Compétition(s) continentale(s) | Barrages | Barrages | Total | Total |
| Saison                | Club                  | Division              | M.          | B.          | M.              | B.              | M.                | B.                | M.         | B.         | Comp.                          | M.                             | B.                             | M.       | B.       | M.    | B.    |
| 2012                  | IL Hødd               | 1. divisjon           | 25          | 0           | 5               | 1               | -                 | -                 | -          | -          | -                              | -                              | -                              | -        | -        | 30    | 1     |
| 2013                  | IL Hødd               | 1. divisjon           | 27          | 2           | 2               | 0               | -                 | -                 | -          | -          | C3                             | 2                              | 0                              | 1        | 0        | 32    | 2     |
| 2014                  | IL Hødd               | 1. divisjon           | 27          | 6           | 1               | 0               | -                 | -                 | -          | -          | -                              | -                              | -                              | -        | -        | 28    | 6     |
| 2015                  | IL Hødd               | 1. divisjon           | 27          | 3           | 4               | 0               | -                 | -                 | -          | -          | -                              | -                              | -                              | 1        | 0        | 32    | 3     |
| Sous-total            | Sous-total            | Sous-total            | 106         | 11          | 12              | 1               | -                 | -                 | 0          | 0          | -                              | 2                              | 0                              | 2        | 0        | 122   | 12    |
| 2016                  | Molde FK              | Eliteserien           | 23          | 3           | 2               | 0               | -                 | -                 | -          | -          | C3                             | 2                              | 0                              | -        | -        | 27    | 3     |
| 2017                  | Molde FK              | Eliteserien           | 27          | 1           | 3               | 0               | -                 | -                 | -          | -          | -                              | -                              | -                              | -        | -        | 30    | 1     |
| 2018                  | Molde FK              | Eliteserien           | 29          | 8           | 1               | 0               | -                 | -                 | -          | -          | C3                             | 7                              | 2                              | -        | -        | 37    | 10    |
| 2019                  | Molde FK              | Eliteserien           | 30          | 1           | 1               | 0               | -                 | -                 | -          | -          | C3                             | 8                              | 1                              | -        | -        | 39    | 2     |
| 2020                  | Molde FK              | Eliteserien           | 27          | 3           | -               | -               | -                 | -                 | -          | -          | C1+C3                          | 5+6                            | 0+0                            | -        | -        | 38    | 3     |
| 2021                  | Molde FK              | Eliteserien           | 15          | 1           | 2               | 0               | -                 | -                 | -          | -          | C3+C4                          | 4+3                            | 0+0                            | -        | -        | 24    | 1     |
| Sous-total            | Sous-total            | Sous-total            | 151         | 17          | 9               | 0               | -                 | -                 | 0          | 0          | -                              | 35                             | 3                              | -        | -        | 195   | 20    |
| 2021-2022             | Feyenoord Rotterdam   | Eredivisie            | 33          | 1           | 1               | 0               | -                 | -                 | -          | -          | C4                             | 13                             | 0                              | -        | -        | 47    | 1     |
| 2022-2023             | Feyenoord Rotterdam   | Eredivisie            | 2           | 0           | -               | -               | -                 | -                 | -          | -          | C3                             | -                              | -                              | -        | -        | 2     | 0     |
| Sous-total            | Sous-total            | Sous-total            | 35          | 1           | 1               | 0               | -                 | -                 | 0          | 0          | -                              | 13                             | 0                              | -        | -        | 49    | 1     |
| 2022-2023             | Benfica Lisbonne      | Liga Portugal         | 28          | 2           | 3               | 0               | 1                 | 0                 | -          | -          | C1                             | 10                             | 1                              | -        | -        | 42    | 3     |
| 2023-2024             | Benfica Lisbonne      | Liga Portugal         | 21          | 2           | 4               | 1               | 3                 | 0                 | 1          | 0          | C1+C3                          | 6+1                            | 0+0                            | -        | -        | 36    | 3     |
| Sous-total            | Sous-total            | Sous-total            | 49          | 4           | 7               | 1               | 4                 | 0                 | 1          | 0          | -                              | 17                             | 1                              | -        | -        | 78    | 6     |
| Total sur la carrière | Total sur la carrière | Total sur la carrière | 341         | 32          | 29              | 2               | 4                 | 0                 | 1          | 0          | -                              | 67                             | 4                              | 2        | 0        | 444   | 38    |

## Palmarès

### En club
IL Hødd
- Coupe de Norvège
  - 2012

 Molde FK
- Champion de Norvège
  - 2019

 SL Benfica
- Champion du Portugal
  - 2023
- Supercoupe Portugal                       • 2025